# Sebastian Bauer (Politiker)

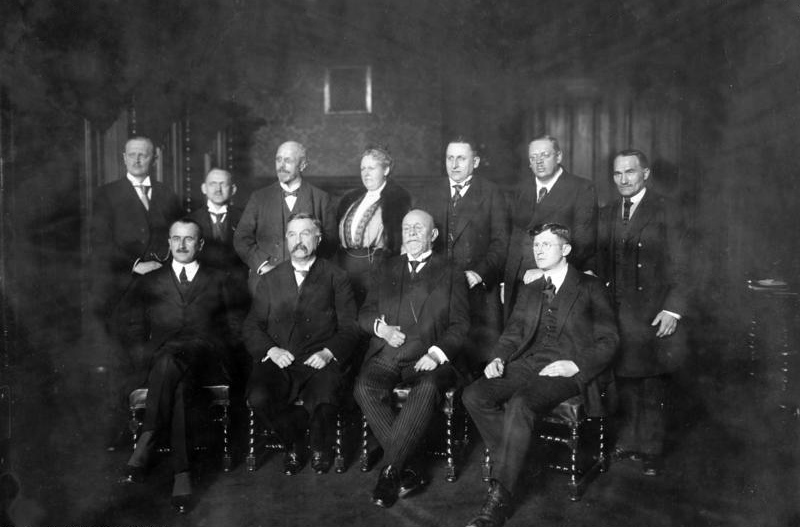
Sebastian Bauer (stehend, dritter von links) auf dem Parteitag der Zentrumspartei (1920)

Sebastian Bauer (* 31. März 1867 in Aibling; † 15. Juni 1931 in München durch Suizid) war ein deutscher katholischer Geistlicher und Politiker.  Als Abgeordneter des Zentrums gehörte er von 1899 bis 1918 dem Bayerischen Landtag an und war von 1903 bis 1907 dreieinhalb Jahre Mitglied des Reichstags.
Bauer besuchte zwischen 1879 und 1888 die Gymnasien in Rosenheim und Freising. Von 1888 bis 1893 studierte er am Lyzeum in Freising Philosophie und Theologie. Nach seiner Weihe zum Priester 1893 trat er eine Stelle als Kooperator in der Pfarrei Emmering an und wirkte später als Vikar in Abens. Von 1895 bis 1897 pastorierte er in der Expositur Odelzhausen und ging dann wegen Kränklichkeit als Benefiziat nach Wasentegernbach. Von 1904 an war er Pfarrer im benachbarten Grüntegernbach.
Bei der Landtagswahl 1899 wurde Bauer im Wahlkreis Mühldorf erstmals in die Kammer der Abgeordneten des Bayerischen Landtags gewählt, dem er vier Wahlperioden bis zu seinem Austritt am 22. Mai 1918 angehörte.
Als Vertreter des 5. oberbayerischen Wahlkreises (Wasserburg) war er auch von  Juni 1903 bis Januar 1907 Mitglied des Reichstags.
Bauer war Gründer und Vorsitzender des Katholischen Männervereins von Schwindkirchen und in dem Ort auch Vorsitzender des Aufsichtsrats der Darlehenskassenverwaltung.